# Rościsław Wołodarewicz
Rościsław Wołodarewicz (zm. 1129) – książę przemyski od 1124 roku. 
Był młodszym synem Wołodara Rościsławicza, bratem Władymirki.
Od 1124 roku był księciem przemyskim. 
O jego panowaniu niewiele wiadomo. Miał córkę Elenę i syna Iwana. 